# Polish Open 2024
Il Polish Open 2024 è stato un torneo femminile di tennis giocato sui campi in cemento. È stata la 5ª edizione del torneo facente parte della categoria WTA 125 nell'ambito del WTA Challenger Tour 2024. Si è giocato alla Legia Tenis & Golf di Varsavia in Polonia dal 22 al 27 luglio 2024.

## Partecipanti al singolare

### Teste di serie
| Nazionalità | Giocatrice        | Ranking* | Testa di serie |
| ----------- | ----------------- | -------- | -------------- |
| Slovacchia  | Rebecca Šramková  | 109      | 1              |
| Giappone    | Mai Hontama       | 110      | 2              |
| Lettonia    | Darja Semeņistaja | 122      | 3              |
| Filippine   | Alex Eala         | 155      | 4              |
| Australia   | Maya Joint        | 161      | 5              |
| Ucraina     | Kateryna Baindl   | 169      | 6              |
| Svizzera    | Céline Naef       | 185      | 7              |
|             | Valerija Savinych | 186      | 8              |

* Ranking al 15 luglio 2024.

### Altre partecipanti
Le seguenti giocatrici hanno ricevuto una wild card per il tabellone principale:
- Weronika Ewald
- Weronika Falkowska
- Gina Feistel
- Martyna Kubka

Le seguenti giocatrici sono entrate in tabellone con il ranking protetto:
- Zarina Dijas
- Nina Stojanović

Le seguenti giocatrici sono passate dalle qualificazioni:
- Destanee Aiava
- Lina Glushko
- Alycia Parks
- Urszula Radwańska

La seguente giocatrice è entrata in tabellone come lucky loser:
- Anna Hertel

### Ritiri
Prima del torneo
- Bai Zhuoxuan → sostituita da  Carole Monnet
- Kimberly Birrell → sostituita da  Ankita Raina
- Harriet Dart → sostituita da  Antonia Ružić
- Océane Dodin → sostituita da  Raluca Șerban
- Ann Li → sostituita da  Isabella Šinikova
- Solana Sierra → sostituita da  Anna Hertel
- Darija Snihur → sostituita da  Linda Klimovičová
- Lulu Sun → sostituita da  Maja Chwalińska

## Partecipanti al doppio

### Teste di serie
| Nazione     | Giocatrice         | Nazione  | Giocatrice     | Rank1 | Seed |
| ----------- | ------------------ | -------- | -------------- | ----- | ---- |
| Stati Uniti | Jessie Aney        | Germania | Lena Papadakis | 302   | 1    |
| Polonia     | Weronika Falkowska | Polonia  | Martyna Kubka  | 308   | 2    |

* Ranking al 15 luglio 2024.

### Altre partecipanti
La seguente coppia di giocatrici ha ricevuto una wild card per il tabellone principale:
- Weronika Ewald /  Zuzanna Kolonus

## Campionesse

### Singolare
Alycia Parks ha sconfitto in finale  Maya Joint con il punteggio di 4-6, 6-3, 6-3.

### Doppio
Weronika Falkowska /  Martyna Kubka hanno sconfitto in finale  Céline Naef /  Nina Stojanović con il punteggio di 6–4, 7–6(5).